# Glen Ella
Pas d'image ? Cliquez ici

a Compétitions nationales et continentales officielles uniquement.

b Matchs officiels uniquement.
Glen Ella, né le 5 juin 1959 à La Perouse, dans la banlieue de Sydney, est un ancien joueur de rugby à XV australien, d'origine aborigène, évoluant au poste d'arrière.

## Biographie
Glen Ella est l'un des trois frères Ella, son jumeau Mark est un très grand joueur des années 1980. Son frère cadet Gary a également porté les couleurs des Wallabies durant cette même période. 
Le 4 juillet 1982, il obtient sa première cape avec la sélection australienne contre les Écossais. Glen Ella porte pour la quatrième et dernière fois les couleurs australiennes le 17 août 1985 contre les Fidjiens.
Glen Ella joue dix finales de Shute Shield (sept titres nationaux) pour l'équipe de Sydney, Randwick, en tant qu'arrière ou comme centre. Il porte les couleurs de New South Wales Rugby Union à 25 reprises. 
En 1994-1995, il est nommé entraîneur des lignes arrière australiennes. Il est entraîneur des lignes arrière australiennes lors de la Coupe du monde 2003. Il est ensuite entraîneur de la sélection australienne de rugby à sept.
Quand il abandonne ses fonctions pour rejoindre l'encadrement canadien, il s'occupe des lignes arrière de l'équipe du Canada en vue de la Coupe du monde 2007. Puis il intègre une équipe de quatre sélectionneurs de la sélection fidjienne.